# Łowca snów
Łowca Snów (ang. Dreamcatcher) – powieść Stephena Kinga z 2001 roku, wydana również w tymże roku w Polsce przez wydawnictwo Prószyński i S-ka. Wznowiona w 2011.
W 2003 ukazał się zrealizowany na jej podstawie film pod tym samym tytułem w reżyserii Lawrence’a Kasdana. Napisana w niespełna pół roku, była pierwszą książką Stephena Kinga, którą ukończył po swoim wypadku samochodowym z 1999 roku.

## Treść
W chatce myśliwskiej na północy stanu Maine, jak co roku, spotyka się czwórka przyjaciół: Henry, Beaver, Jonesy i Pete. Wkrótce nieopodal chaty pojawia się mężczyzna cierpiący na dziwne dolegliwości. Kilka godzin później umiera, a z jego ciała wydostaje się stwór przypominający łasicę. Jednocześnie cała okolica zostaje objęta kwarantanną. Na miejscu pojawiają się oddziały wojskowe dowodzone przez pułkownika Kurtza.